# Liste der Kulturdenkmäler in Welterod
In der Liste der Kulturdenkmäler in Welterod sind alle Kulturdenkmäler der rheinland-pfälzischen Ortsgemeinde Welterod aufgeführt. Grundlage ist die Denkmalliste des Landes Rheinland-Pfalz (Stand: 8. Dezember 2023).

## Denkmalzonen
| Bezeichnung                | Lage                                              | Baujahr         | Beschreibung | Bild |
| -------------------------- | ------------------------------------------------- | --------------- | --- | ---- |
| Denkmalzone Rheingaustraße | Rheingaustraße 12 und 14, Lipporner Straße 2 Lage | 18. Jahrhundert | Gruppe aus drei Hofanlagen mit Wohnhäusern in Sichtfachwerk des 18. Jahrhunderts, im 19. Jahrhundert jeweils neu befenstert und um Kniestock erhöht | BW   |

## Einzeldenkmäler
| Bezeichnung              | Lage                    | Baujahr                  | Beschreibung | Bild |
| ------------------------ | ----------------------- | ------------------------ | --- | ---- |
| Wohnhaus                 | Gartenstraße 5 Lage     | 17. oder 18. Jahrhundert | Fachwerkhaus, verputzt, wohl aus dem 17. oder 18. Jahrhundert; Gesamtanlage mit Scheune und Schuppen, 19. Jahrhundert                     | BW   |
| Wohnhaus                 | Gartenstraße 9 Lage     | 17. oder 18. Jahrhundert | Fachwerkhaus, verputzt, wohl aus dem 17. oder 18. Jahrhundert                                                                             | BW   |
| Wohnhaus                 | Lipporner Straße 1 Lage | 17. oder 18. Jahrhundert | Fachwerkhaus, verputzt, wohl aus dem 17. oder 18. Jahrhundert, Kniestock aus dem 20. Jahrhundert                                          | BW   |
| Evangelische Pfarrkirche | Rheingaustraße 18 Lage  | gegen 1848               | klassizistischer Saalbau mit mächtigem Turm, gegen 1848; Kirchhofmauern; bauliche Gesamtanlage                                            | BW   |
| Wohnhaus                 | Rheingaustraße 21 Lage  | spätes 17. Jahrhundert   | Fachwerkhaus, eventuell noch aus dem späten 17. Jahrhundert, Kniestock aus dem 19. Jahrhundert; Gesamtanlage mit Scheune und Stallgebäude | BW   |
| Wohnhaus                 | Rheingaustraße 22 Lage  | 17. oder 18. Jahrhundert | Fachwerkhaus, verkleidet, Krüppelwalmdach, wohl aus dem 17. oder 18. Jahrhundert, Kniestock aus dem 19. oder 20. Jahrhundert              | BW   |